# Pedro Joaquín Chamorro Cardenal
Pedro Joaquín Chamorro Cardenal (Granada, 23 de setembro de 1924 - Manágua, 10 de janeiro de 1978) foi um jornalista, escritor e editor nicaraguense. Ele era o editor do La Prensa, o único jornal de oposição significativa ao longo governo da família Somoza. Foi laureado em 1977 com o Prêmio Maria Moors Cabot da Universidade de Columbia em Nova York. Ele se casou com Violeta Barrios de Chamorro, que mais tarde se tornou presidente da Nicarágua (1990-1997). Em 1978, foi morto a tiros, um dos eventos precipitantes da derrubada do regime de Somoza no ano seguinte.
Desde 2012, foi designado Herói Nacional da Nicarágua com o título de "Mártir das liberdades públicas" por Decreto Legislativo da Assembleia Nacional da Nicarágua.